# Luigi Fabbri
Luigi Fabbri (ur. 23 grudnia 1877 w Fabriano, zm. 24 czerwca 1935 w Montevideo) – włoski pisarz, pacyfista i anarchista, ojciec Luce Fabbri.
Brał udział w Międzynarodowym Kongresie Anarchistycznym w Amsterdamie w 1907 roku. Wiele publikował. Wielokrotnie więziony, był zagorzałym przeciwnikiem faszyzmu. Po zdobyciu władzy przez Mussoliniego musiał wyjechać z Italii. Osiadł wraz z córką w Urugwaju, gdzie zmarł mając 58 lat.